# Wettsteinina
Wettsteinina is een geslacht van schimmels uit de klasse Dothideomycetes. Het geslacht werd voor het eerst in 1907 beschreven door Franz Xaver Rudolf von Höhnel.

## Soorten
- Wettsteinina gigantospora (Kettingslijmspoorzwam)